# Chrysolina arctica
Chrysolina arctica is een keversoort uit de familie bladkevers (Chrysomelidae). De wetenschappelijke naam van de soort werd in 1980 gepubliceerd door Medvedev in Medvedev & Korotyaev.